# Michael Pfleghar
Michael Pfleghar (Stoccarda, 20 marzo 1933 – Düsseldorf, 23 giugno 1991) è stato un regista e sceneggiatore tedesco.

## Filmografia parziale
- Die Tote von Beverly Hills (1964)
- Sinfonia per due spie (Serenade für zwei Spione) (1965)
- 100 ragazze per un playboy (Bel Ami 2000 oder Wie verführt man einen Playboy) (1966)
- L'amore attraverso i secoli (Le plus vieux métier du monde) (1967) - film a episodi
- Ciò che l'occhio non vede (Visions of Eight) (1973) - film a episodi
- Zwei himmlische Töchter - miniserie TV, 6 episodi (1978)
- Klimbim - serie TV, 30 episodi (1973-1979)
- Die lieben Verwandten - serie TV, 26 episodi (1991)